# Mariańska
Mariańska – osiedle mieszkaniowe w dzielnicy Śródmieście w Warszawie.

## Położenie i charakterystyka
Osiedle Mariańska znajduje się w stołecznym Śródmieściu, na obszarze Miejskiego Systemu Informacji Śródmieście Północne. Jest usytuowane między ulicami: Świętokrzyską, al. Jana Pawła II (wcześniej ul. Marchlewskiego), Twardą i Emilii Plater. Przez jego teren przebiega ulica Mariańska, od której pochodzi nazwa osiedla. Jego plan miał kształt trójkąta. Zostało zbudowane w latach 1961–1967 według projektu Hanny Lewickiej i Wojciecha Piotrowskiego. Za konstrukcję odpowiadał R. Pakosz. Według niektórych źródeł tworzy wraz z sąsiednim osiedlem Emilia większe osiedle Emilia-Mariańska.
Powierzchnia Mariańskiej wynosi blisko 1,5 hektara (według innego źródła 1,8 hektara). W jego skład wchodziły pierwotnie trzy budynki mieszkalne o współczesnych adresach: al. Jana Pawła II 18, ul. Świętokrzyska 36 i ul. Emilii Plater 55. Łącznie mieściły 329 mieszkań z 622 izbami. Kubatura części mieszkaniowej wyniosła 56 281 m³. Zabudowę uzupełniły garaże (w tym garaż podziemny) oraz pawilony handlowe.
Osiedle powstało w miejscu będącym przed II wojną światową częścią Grzybowa. Do jego wybudowania niezbędne były wyburzenia reliktów przedwojennej zabudowy, prowizorycznych obiektów oraz warsztatów zaliczanych do rejonu nazywanego „Dzikim Zachodem”. Za realizację inwestycji odpowiadał Stołeczny Zarząd Rozbudowy Miasta. Przez pewien czas osiedle nazywane było najmniejszym osiedlem w stolicy.

## Budynki

### ul. Emilii Plater 55
Najbardziej charakterystycznym budynkiem osiedla jest tzw. Igrek przy ul. Emilii Plater 55, zwany także „Wiatrakiem”. Ma on kształt planu zbliżony do litery Y, 12 pięter i w momencie wybudowania był największym budynkiem mieszkalnym w Warszawie – zaplanowano go dla 920 mieszkańców.Wraz z budynkiem powstały garaże, a także lokale usługowe (od strony ul. Świętokrzyskiej). Mieściła się tu m.in. pijalnia piwa „Jantar”, która przez pewien czas była jedynym tego typu lokalem w Warszawie. Protesty mieszkańców wskazujące na uciążliwość piwiarni doprowadziły jednak do jej zamknięcia.

### ul. Świętokrzyska 36
Budynkiem przy ul. Świętokrzyskiej 36 zarządzało Przedsiębiorstwo Usług Mieszkaniowo-Administracyjnych (PUMA), którego przedmiotem działalności było wynajmowanie mieszkań cudzoziemcom i przedstawicielstwom zagranicznych podmiotów. Przez to blok nazywany był „zagraniczniakiem”. Liczył 10 kondygnacji; na pierwszych dwóch mieściły się lokale usługowe. Budynek miał charakterystyczne pasy balkonów ze szklanymi balustradami. Standard mieszkań był podwyższony. Przez pewien czas mieścił się tu Instytut Francuski. Rozbiórka budynku zaczęła się w 2017 roku, a na jego miejscu w 2020 roku rozpoczęto budowę wieżowca Skysawa.

### al. Jana Pawła II 18
Trzeci z budynków osiedla, znajdujący się przy al. Jana Pawła II, ma 16 kondygnacji nadziemnych. W przeszłości na jego parterze mieścił się sklep z ekskluzywną odzieżą męską „Adam”.

## Galeria
| - „Igrek” – budynek mieszkalny przy ul. Emilii Plater 55 (2017) - Budynek przy ul. Świętokrzyskiej 36, rozebrany w 2017 roku (2007) - Budynek mieszkalny przy al. Jana Pawła II 18 (2024) - „Igrek” wśród wysokiej zabudowy Śródmieścia (2023). Widoczny wieżowiec Skysawa w miejscu budynku przy ul. Świętokrzyskiej 36 |